# Tachyempis nigra
Tachyempis nigra är en tvåvingeart som beskrevs av Axel Leonard Melander 1927. Tachyempis nigra ingår i släktet Tachyempis och familjen puckeldansflugor. Inga underarter finns listade i Catalogue of Life.